# Sydney Savory Buckman
Sydney Savory Buckman (3 avril 1860, à Cirencester - 26 février 1929) est un paléontologue et stratigraphe britannique. Il est connu pour ses études sur les invertébrés marins disparus, en particulier les Brachiopoda et Ammonoidea de l'ère jurassique.

## Biographie
Buckman est le fils aîné de James Buckman (1814-1884), professeur de géologie, de botanique et de zoologie au Royal Agricultural College 1848-1863, et de sa femme Julia (1834-1865) .
Son premier article scientifique (relatif à Brachiopoda) est publié en 1883, dans les Actes du Dorsetshire Natural History Field Club .
C'est un auteur prolifique. Il montre que les ammonites peuvent être utilisées comme fossiles index pour subdiviser les strates jurassiques. Son ouvrage majeur, A Monograph of the Ammonites of the "Inferior Oolite Series" (jamais vraiment achevé), est publié en plusieurs volumes par la Paleontographical Society 1887-1907. Il décrit de nombreux genres et espèces de fossiles marins. De son vivant, il acquiert une réputation de « splitter ». Sa nécrologie dans Nature dit que grâce à ses études, il "a été amené à créer une multitude de genres et d'espèces bien au-delà de ce qui avait jusqu'alors été jugé nécessaire" . En 1897, il reçoit le Fonds Murchison par la Société géologique de Londres .
De 1897 à au moins 1899, Sydney et sa femme Maude sont actifs dans le mouvement féministe moderne, faisant la promotion de vêtements pratiques pour les femmes par le biais d'organisations telles que le Western Rational Dress Movement et Cycling for Women . Il reçoit la médaille Lyell de la Geological Society en 1913 .

## Réputation posthume
Sa réputation de diviseur trop zélé semble justifiée. À titre d'exemple, une analyse de 1966 de ses observations sur Sonninia (un genre d'ammonite de la famille des Sonniniidae) réduit 70 espèces à deux. Son clivage est qualifié d '"extrême". Il semble également avoir argumenté sur ce qui était, selon le consensus scientifique moderne, le mauvais côté du débat ontogénie contre phylogénie .
Cette réputation entrave la reconnaissance de ses contributions à la chronostratigraphie. En 1995, JH Callomon reconnait leur importance . En 1996, Peter Doyle écrit : « Le travail original de Buckman impliquait un degré élevé de précision dans la collecte et la mesure des sections stratigraphiques, ce qui a démontré le potentiel du schéma à haute résolution qu'il a construit plus tard. Bien que les excès ultérieurs de Buckman jettent un doute sur l'exactitude de ce travail, des observations détaillées ont montré qu'il était globalement correct et d'une grande importance dans la corrélation à longue distance avec l'Amérique du Nord, par exemple. De toute évidence, les excès de la théorie ultérieure de Buckman ont longtemps retenu une contribution importante à la biostratigraphie détaillée et à haute résolution des ammonites". En 1997, HS Torrens a réévalué et justifié le travail de Buckman .